# Sterile Nails and Thunderbowels
«Sterile Nails and Thunderbowels» (en español: «Uñas estériles y truenos en los intestinos») es una canción de la banda de black metal sueca, llamada Silencer. Es la segunda canción que forma parte del único álbum de estudio de dicha banda; Death - Pierce Me, editado en el año 2001.

## Características
Esta canción es considerada como la mejor de todo el álbum por críticos y seguidores de culto de esta banda. Su combinación de las lentas partes con un sonido desgarrador, que cambian agresivamente a un ambiente mucho más pesado; hacen que la canción exprese los sentimientos más profundos del vocalista Nattramn.
Se pueden apreciar algunos cambios de voces que luego de hacer gritos pasa a hacer una voz más grave parecida al growl, utilizado en los subgéneros del death metal, sobre todo en la parte en la cual se escucha que se pronuncia el título de la canción. La letra habla acerca de la muerte y, específicamente, de la misantropía manifestada en los campos de concentración.

## Video
La banda editó un videoclip promocional y utilizaron escenas de la película experimental y terror de 1990, Begotten. El director de dicho film, E. Elias Merhige, quien es fanático de la banda, permitió que los músicos lanzaran su video con imágenes de su película.

## Créditos
- Nattramn - voz (autor)
- Leere - guitarra y bajo
- Steve Wolz - batería